# Percyval Tudor-Hart

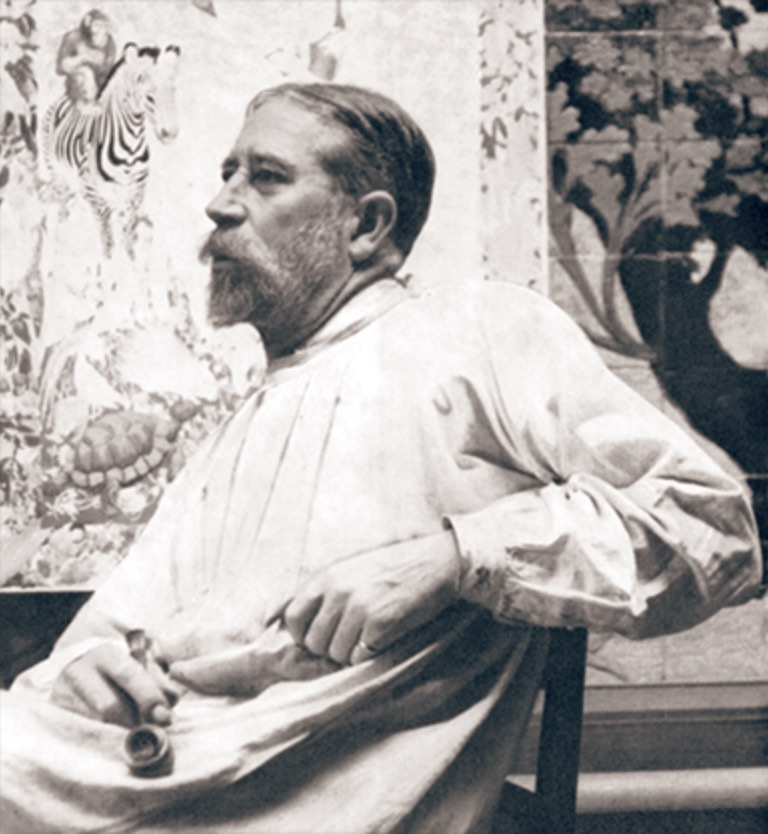
Percyval Tudor-Hart, 1934

Ernest Percyval Tudor-Hart (* 27. Dezember 1873 in Montréal, Kanada; † 8. Juni 1954 in Québec, Kanada) war ein kanadischer Maler, Bildhauer, Designer, Gemälderestaurator und Lehrer. Er beschäftigte sich intensiv mit der Farbenlehre und entwickelte Theorien über Farbwerte und optische Mischungen, die sowohl seine Kunst als auch seine Arbeiten im Bereich der militärischen Tarnung beeinflussten.

## Leben
Percyval Tudor-Hart entstammte einer wohlhabenden Familie mit Verbindungen zur Bostoner Tudor-Dynastie und zur kanadischen Familie Hart. Sein Enkel war der englische Arzt Julian Tudor-Hart. Durch Heirat bzw. verwandtschaftliche Beziehungen war er auch mit der Fotografin Edith Tudor-Hart und der Kinderbuchautorin Tasha Tudor verbunden. Er ging mit der Idee nach Paris, Medizin zu studieren, studierte dann aber Kunst an der renommierten Académie Julian, bevor er sein Studium an der École des Beaux-Arts abschloss, wo er als „rebellisch“ beschrieben wurde, aber eine Arbeitsbeziehung zu seinem Lehrer Jean-Léon Gérôme aufbaute. Er wurde ein enger Freund von Henri Matisse und teilte sich mit Toulouse-Lautrec ein Atelier in Montmartre. Als Maler und Bildhauer stellte er in ganz Frankreich aus und gewann Gold- und Silbermedaillen im Pariser Salon, aber am bekanntesten wurde er als Kunstlehrer.
Von 1903 bis 1917 leitete er die „Tudor-Hart’s Académie de Peinture“ in der Rue d’Assas 69 in Paris, die er nach dem Tod seiner ersten Frau nach Hampstead in London verlegte. Er machte sich einen Namen als Restaurator von Meisterwerken, darunter ein Gainsborough, ein Raeburn, ein Kneller, ein Corot und vier Porträts von Gilbert Stuart. Als Lehrer hatte er den Ruf, höflich, aber streng zu sein, wie aus den Memoiren mehrerer ehemaliger Schüler hervorgeht. In England stellte er an der Royal Academy und der Walker Art Gallery in Liverpool aus und spezialisierte sich auf die Farbenlehre, insbesondere auf die Korrespondenz zwischen Farbe und Ton. Percyval Tudor-Hart lebte bis 1935 in London und kehrte dann nach Kanada zurück. Er starb am 8. Juni 1954.
Die zweite Frau von Tudor-Harts Sohn Alexander war Edith Tudor-Hart (1908–1973). Sie studierte am Bauhaus in Dessau, arbeitete als Montessori-Kindergärtnerin und als Fotografin. Sie rekrutierte Spione für die Cambridge Five, zu der Kim Philby, Anthony Blunt und andere britische Intellektuelle gehörten.

## Werk

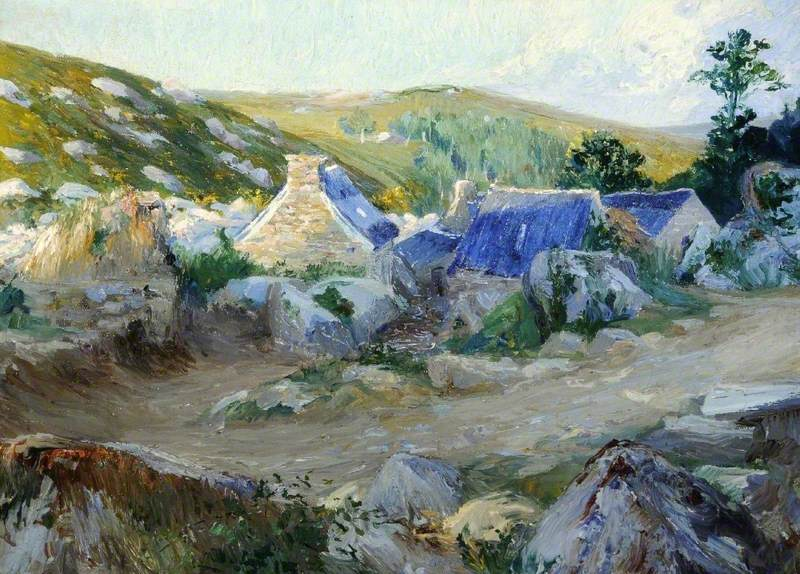
Percyval Tudor-Hart: Bauernhof in Kervao, Frankreich. Ferens Art Gallery

Neben seiner künstlerischen Tätigkeit war Percyval Tudor-Hart ein angesehener Kunstrestaurator und beschäftigte sich intensiv mit Farbtheorie, insbesondere mit der Entsprechung zwischen Farbe und Musik. Im März 1918, kurz vor Ende des Ersten Weltkriegs, veröffentlichte er im Cambridge Magazine einen Fachartikel mit dem Titel The Analogy of Sound and Color. Obwohl seine Theorien damals eine Herausforderung darstellten, beeinflussten sie seine Schüler, von denen einer ein Jahrzehnt zuvor in Paris der amerikanische Maler Stanton MacDonald-Wright gewesen war. Zusammen mit einem anderen Schüler, Morgan Russell, führte MacDonald-Wright einen auf Farbe und Abstraktion basierenden Malstil ein, den er Synchromismus nannte. Tudor-Hart hatte auch einen entscheidenden Einfluss auf den amerikanischen Künstler Wilford S. Conrow, der später Offizier in der 1917 gegründeten ersten Tarneinheit der US-Armee wurde.

## Camouflage-Arbeiten

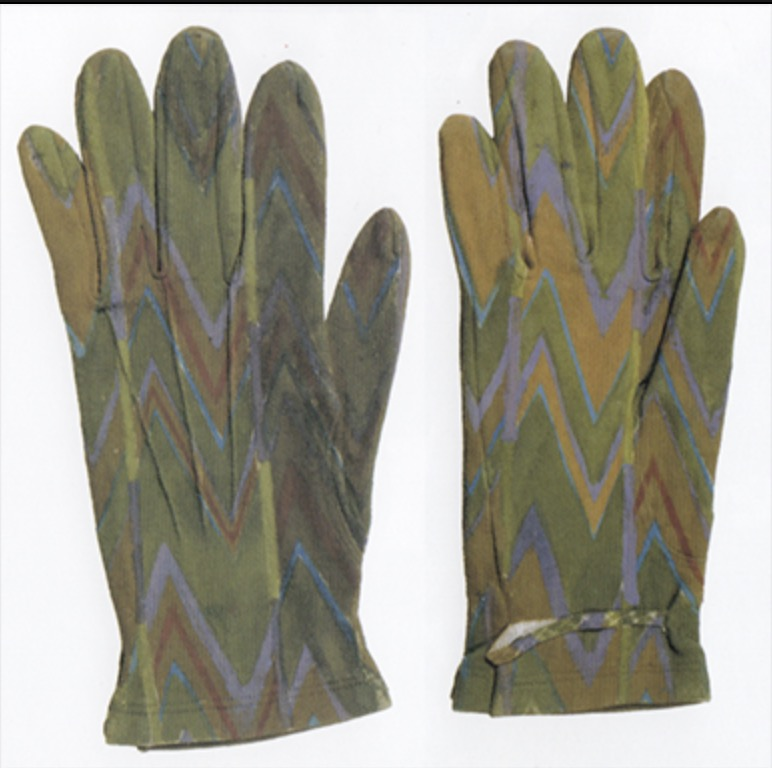
Percyval Tudor-Harts Camouflage-Scharfschützenhandschuhe

Zu Beginn des Ersten Weltkrieges bot Tudor-Hart der britischen Regierung seine Dienste auf dem Gebiet der wissenschaftlich fundierten Tarnung an. Er berief sich dabei auf seine Kenntnisse über die Reflexion, Absorption und Brechung von Licht. Durch Vermittlung von John Douglas-Scott-Montagu, 2. Baron Montagu of Beaulieu erhielt er Zugang zu einem Atelier auf dessen Landsitz Beaulieu (Hampshire), wo er mit ehemaligen Schülern an Tarnexperimenten arbeitete. Ein zentrales Projekt war die Bemalung eines maßstabsgetreuen Holzmodells eines „female“ (weiblichen) Mark-I-Panzers zur Demonstration seiner Tarnschemata. Seine Entwürfe wurden jedoch weder vom Heer noch von der Marine oder der Luftwaffe übernommen. Ein von ihm vorgeschlagener Tarnanzug für Scharfschützen wurde zwar positiv bewertet, aber zu diesem Zeitpunkt hatte sich bereits ein anderes Modell durchgesetzt.
Tudor-Harts Tarnentwürfe basierten auf der gezielten Manipulation von Farbe, Licht und Muster. Er verwendete unter anderem Zickzack- und Fischgrätmuster, um das menschliche Auge zu täuschen. Obwohl seine Tarnschemen nicht zum Einsatz kamen, wurden seine Ideen in späteren Jahren wieder aufgegriffen. Seine Werke als Maler, insbesondere seine Studien über die Farbwerte, sind in einigen Museen erhalten.
Ein von ihm bemaltes hölzernes Viertelmaßstabsmodell eines Mark-I-Panzers wird heute im britischen Tank Museum in Bovington aufbewahrt. Das Modell wurde dem Museum nach dem Zweiten Weltkrieg von Lord Montagu geschenkt. Es gilt als das älteste Modell in der Sammlung des Museums. Der Begriff Camouflage war in Großbritannien vor dem Ersten Weltkrieg weitgehend unbekannt. Die systematische wissenschaftliche Beschäftigung mit der Tarnung steckte noch in den Anfängen. Tudor-Hart gilt rückblickend als Pionier auf diesem Gebiet. Die Wirksamkeit der Panzertarnung auf den Schlachtfeldern des Ersten Weltkrieges war allerdings gering, da Schlamm und Schmutz jede Bemalung überdeckten und schließlich alle Panzer einheitlich braun gestrichen wurden.